# Aksana Miankovová
Aksana Miankovová, uváděná také jako Oksana Menkovová (bělorusky Аксана Мянькова; * 28. března 1982) je běloruská atletka, která se specializuje na hod kladivem.

## Kariéra
Od svých dvaceti let startovala na vrcholných světových a evropských soutěžích. První a hned zlatou medaili získala na olympiádě v Pekingu v roce 2008, kde zvítězila v soutěži kladivářek v novém olympijském rekordu 76,34 m.
Její osobní rekord činí 78,69 m pochází z roku 2012.
Po přezkoumání vzorků v roce 2016 jí byly všechny seniorské medaile včetně dvou olympijských odebrány. Ve vzorcích byl nalezeny steriody turinabol a stanozolol.